# Elizabeth de Burgh
Elizabeth de Burgh (1289 - 27 oktober 1327) was de tweede vrouw en de enige koningin-gemalin van koning Robert I van Schotland.

## Levensloop
Ze werd geboren in Dunfermline, Fife in Schotland, als dochter van Richard Og de Burg, 2e Baron van Ulster en zijn vrouw Margarite de Burgh (-1304). Haar vader was bevriend met koning Eduard I van Engeland.
Elizabeth ontmoette Robert de Brus (of Bruce), toen nog baron van Carrick, waarschijnlijk aan het Engelse hof. Ze huwde in 1302 in Writtle, dicht bij Chelmsford, Essex, Engeland. Elizabeth zou toen circa dertien jaar zijn geweest.
Op 27 maart 1306, werden Robert en Elizabeth gekroond als koning en koningin van Schotland bij Scone. De kroning ging gepaard met geschillen met Engelse adel die ook een claim hadden op het koningschap van Schotland, daarom zond de koning zijn vrouw Elizabeth met andere familieleden uit veiligheidsoverwegingen naar het kasteel Kildrummy, daar beschermde zijn broer Nigel het kasteel en de familie.
Na de nederlaag van de Schotten bij de Slag bij Methven op 19 juni 1306, had Elizabeth haar stiefdochter Marjorie en haar mans zussen Maria en Christina naar het kasteel van Kildrummy meegenomen. De Engelsen belegerden vervolgens het kasteel waar de koninklijke familie zich bevond. De belegering slaagde uiteindelijk doordat de Engelsen de plaatselijke ijzersmid omkochten, met goud zoveel hij kon dragen. Hij wist een bepaald deel van het kasteel in brand te zetten. De overwinnaars verhingen, radbraakten en vierendeelden Nigel Bruce en alle mannen die zich binnen het kasteel bevonden. Alle vrouwen hadden zich echter met de baron van Atholl uit de voeten gemaakt.
Ze werden gevangengenomen nabij St.Duthac bij Tain door de baron van Ross, een aanhanger van de Comyns, die verwant waren aan koning Eduard I van Engeland. Hij sloot de Bruce's zus Maria en Isabella MacDuff, gravin van Buchan op in een houten kooi die tentoongesteld werd op de vestingsmuren van respectievelijk de kastelen van Roxburgh en Berwick. De negenjarige dochter Marjorie van de Bruce werd naar een nonnenklooster gestuurd in Watton. Elizabeth werd onder betere omstandigheden vastgehouden onder huisarrest ergens in Engeland. Jan van Strathbogie, baron van Atholl, werd opgehangen en zijn afgehakte hoofd werd tentoongesteld op de Londen Bridge.

## Kinderen
Elizabeth kreeg vier kinderen met Robert I van Schotland, drie daarvan groeiden tot volwassenen op:
- Margaretha (1315/1323-30 maart 1346), huwde Willem de Moravia
- Matilda (1315/1323-30 juli 1353), huwde Thomas Isaac
- David (5 maart 1324-22 februari 1371), opvolger
- Jan (oktober 1327 †)